# Anat Feinberg
Anat Feinberg, hebräisch ענת פיינברג, auch Anat Fainberg, Anat Feinberg-Jütte und Anat Jütte-Feinberg (geboren 31. August 1951 in Tel Aviv), ist eine israelische Literaturwissenschaftlerin.

## Leben
Anat Feinberg studierte Anglistik und Philosophie an der Universität Tel Aviv. 1978 wurde sie an der London University mit einer Dissertation über das Theater zur Zeit Shakespeares promoviert. Danach war sie bis 1988 Dozentin für Literatur- und Theaterwissenschaft an der Ben-Gurion-Universität im Negev in Beʾer Scheva und an der Universität Tel Aviv. Sie heiratete 1981 den Medizinhistoriker Robert Jütte.
Seit 1990 ist Feinberg Honorarprofessorin für hebräische und jüdische Literatur an der Hochschule für Jüdische Studien Heidelberg.
Zwischen 2004 und 2007 war sie die verantwortliche Fachberaterin für neue hebräische Literatur der Neuauflage der Encyclopedia Judaica und für Kindlers Literaturlexikon.
Feinberg veröffentlichte neben kultur- und literaturwissenschaftlichen Schriften auch drei Romane in hebräischer Sprache, von denen einer ins Deutsche übersetzt wurde.
Feinberg erhielt 2012 das Verdienstkreuz am Bande des Verdienstordens der Bundesrepublik Deutschland. Feinberg erhielt 2023 die Joseph-Ben-Issachar-Süßkind-Oppenheimer-Auszeichnung vom Landtag Baden-Württemberg und der Israelitischen Religionsgemeinschaft Württembergs - IRGW.

## Schriften (Auswahl)
- Wiedergutmachung im Programm: jüdisches Schicksal im deutschen Nachkriegsdrama. Köln: Prometh, 1988, ISBN 978-3-922009-85-6
- Kultur in Israel. Eine Einführung. Gerlingen: Bleicher, 1993, ISBN 978-3-88350-031-7
- Das Leben und andere Irrtümer. Roman. Übersetzung aus dem Hebräischen Barbara Linner. Gerlingen: Bleicher, 1997, ISBN 978-3-88350-734-7
- (Hrsg.): Wüstenwind auf der Allee: Zeitgenössische israelische Autoren blicken auf Deutschland. Berlin: Aufbau, 1998, ISBN 978-3-351-02837-4
- Embodied Memory: The Theatre of George Tabori. Iowa : University of Iowa Press, 1999, ISBN 978-0-87745-686-5
- George Tabori. Biografie, München: Dt. Taschenbuch-Verl., 2003, ISBN 978-3-423-31067-3
- Nachklänge : jüdische Musiker in Deutschland nach 1945. Berlin: Philo, 2005, ISBN 978-3-86572-503-5
- (Hrsg.): Moderne hebräische Literatur. Ein Handbuch. München: Edition text + kritik, 2005, ISBN 978-3-88377-790-0
- (Hrsg.): Rück-Blick auf Deutschland. Ansichten hebräischsprachiger Autoren. München: Edition text + kritik, 2009, ISBN 978-3-86916-022-1
- „Was? Dramaturg? Noch nie gehört, was ist das?“: Jüdische Dramaturgen im deutschen Theater im Kaiserreich und in der Weimarer Republik. In: Aschkenas, 17 (2009), S. 225–271
- mit Heidy Margrit Müller; Kamal Odischo Kolo: Das Ende des Babylonischen Exils: kulturgeschichtliche Epochenwende in der Literatur der letzten irakisch-jüdischen Autoren. Wiesbaden: Reichert, 2011, ISBN 978-3-89500-828-3
- Wieder im Rampenlicht. Jüdische Rückkehrer in deutschen Theatern nach 1945. Göttingen: Wallstein, 2018, ISBN 978-3-8353-3245-4
- Die Villa in Berlin. Eine jüdische Familiengeschichte 1924-1934. Wallstein Verlag, Göttingen 2022, ISBN 978-3-8353-5315-2